# Morning Sun (Robbie Williams)
Morning Sun is een single uit 2010 van de Britse zanger Robbie Williams. Het is de derde single van het achtste studioalbum Reality Killed the Video Star. Het nummer wist niet net als de twee voorgaande singles de top tien te bereiken.

## Tracklist
1. Morning Sun (Radio Edit) 3:50
2. Elastik 4:36

## Hitnoteringen
| "Morning Sun" in de Nederlandse Top 40 -- binnen: 13-03-2010 | "Morning Sun" in de Nederlandse Top 40 -- binnen: 13-03-2010 | "Morning Sun" in de Nederlandse Top 40 -- binnen: 13-03-2010 | "Morning Sun" in de Nederlandse Top 40 -- binnen: 13-03-2010 | "Morning Sun" in de Nederlandse Top 40 -- binnen: 13-03-2010 | "Morning Sun" in de Nederlandse Top 40 -- binnen: 13-03-2010 | "Morning Sun" in de Nederlandse Top 40 -- binnen: 13-03-2010 | "Morning Sun" in de Nederlandse Top 40 -- binnen: 13-03-2010 | "Morning Sun" in de Nederlandse Top 40 -- binnen: 13-03-2010 | "Morning Sun" in de Nederlandse Top 40 -- binnen: 13-03-2010 |
| Week                                                         | 1                                                            | 2                                                            | 3                                                            | 4                                                            | 5                                                            | 6                                                            | 7                                                            | 8                                                            | 9                                                            |
| ------------------------------------------------------------ | ------------------------------------------------------------ | ------------------------------------------------------------ | ------------------------------------------------------------ | ------------------------------------------------------------ | ------------------------------------------------------------ | ------------------------------------------------------------ | ------------------------------------------------------------ | ------------------------------------------------------------ | ------------------------------------------------------------ |
| Nummer                                                       | 35                                                           | 26                                                           | 26                                                           | 24                                                           | 19                                                           | 19                                                           | 28                                                           | 37                                                           | 38                                                           |

| "Morning Sun" in de Nederlandse Single Top 100 -- binnen: 20-03-2010 | "Morning Sun" in de Nederlandse Single Top 100 -- binnen: 20-03-2010 | "Morning Sun" in de Nederlandse Single Top 100 -- binnen: 20-03-2010 | "Morning Sun" in de Nederlandse Single Top 100 -- binnen: 20-03-2010 | "Morning Sun" in de Nederlandse Single Top 100 -- binnen: 20-03-2010 | "Morning Sun" in de Nederlandse Single Top 100 -- binnen: 20-03-2010 | "Morning Sun" in de Nederlandse Single Top 100 -- binnen: 20-03-2010 | "Morning Sun" in de Nederlandse Single Top 100 -- binnen: 20-03-2010 | "Morning Sun" in de Nederlandse Single Top 100 -- binnen: 20-03-2010 |
| Week                                                                 | 1                                                                    | 2                                                                    | 3                                                                    | 4                                                                    | 5                                                                    | 6                                                                    | 7                                                                    | 8                                                                    |
| -------------------------------------------------------------------- | -------------------------------------------------------------------- | -------------------------------------------------------------------- | -------------------------------------------------------------------- | -------------------------------------------------------------------- | -------------------------------------------------------------------- | -------------------------------------------------------------------- | -------------------------------------------------------------------- | -------------------------------------------------------------------- |
| Nummer                                                               | 98                                                                   | 91                                                                   | 75                                                                   | 79                                                                   | 95                                                                   | 97                                                                   | 84                                                                   | 98                                                                   |

### NPO Radio 2 Top 2000
Morning Sun stond alleen in 2010 in de NPO Radio 2 Top 2000, op plek 1462.